# SN 2009cr
SN 2009cr – supernowa typu Ia odkryta 25 marca 2009 roku w galaktyce A111806+1253. W momencie odkrycia miała maksymalną jasność 18,00m.